# Tiszafüred-Gyártelep megállóhely
Tiszafüred-Gyártelep megállóhely egy Jász-Nagykun-Szolnok vármegyei vasúti megállóhely Tiszafüred településen, a MÁV üzemeltetésében. A belterület délnyugati széle közelében helyezkedik el, közúti elérését csak önkormányzati utak biztosítják.

## Vasútvonalak
A megállóhelyet az alábbi vasútvonalak érintik:
- Karcag–Tiszafüred-vasútvonal

## Kapcsolódó állomások
A megállóhelyhez az alábbi állomások vannak a legközelebb:
- Tiszaszőlős vasútállomás (Karcag–Tiszafüred-vasútvonal)
- Tiszafüred vasútállomás (Karcag–Tiszafüred-vasútvonal)

## Forgalom
| Járat        | Útvonal | Gyakoriság                    |
| ------------ | --- | ----------------------------- |
| személyvonat | Karcag – Karcag-Vásártér – Berekfürdő – Kunmadaras (– Pusztakettős) – Tiszaszentimre – Tiszaszőlős – Tiszafüred-Gyártelep – Tiszafüred | Napi 2 pár, nyáron napi 4 pár |